# Turzysk
Turzysk (ukr. Турійськ) – osiedle typu miejskiego na Ukrainie i stolica rejonu w obwodzie wołyńskim na Wołyniu. 5432 mieszkańców (stan na 2 stycznia 2024).
Znajduje się tu stacja kolejowa Turzysk, położona na linii Lwów – Sapieżanka – Kowel.
Do 2020 w rejonie turzyskim.

## Historia
Nazwa miejsca wspomniana w kontekście zmagań panujących na Włodzimierzu z Jaćwingami
W XVI w. miejscowość należała do Sanguszków. Hetman polny Roman Sanguszko spełniając ostatnią wolę żony nakazał w swym testamencie z 1571 r. wybudować tam przycerkiewny szpital. Zapis ten zrealizowała jego matka księżna Hanna Zbaraska. Następnie Turzysk należał do Zasławskich, Lubomirskich i Stadnickich. W 1731 miał tu miejsce ślub Józefa Kantego Ossolińskiego z Teresą Stadnicką, po którym miejscowość przeszła w posiadanie Ossolińskich, a na początku XIX w. Moszyńskich. W 1759 król Polski August III Sas nadał prawo magdeburskie. W 1908 otwarto w Turzysku stację kolejową na trasie łączącej Jarosław i Kowel.
Prywatne miasto szlacheckie położone było w XVI wieku w województwie wołyńskim.

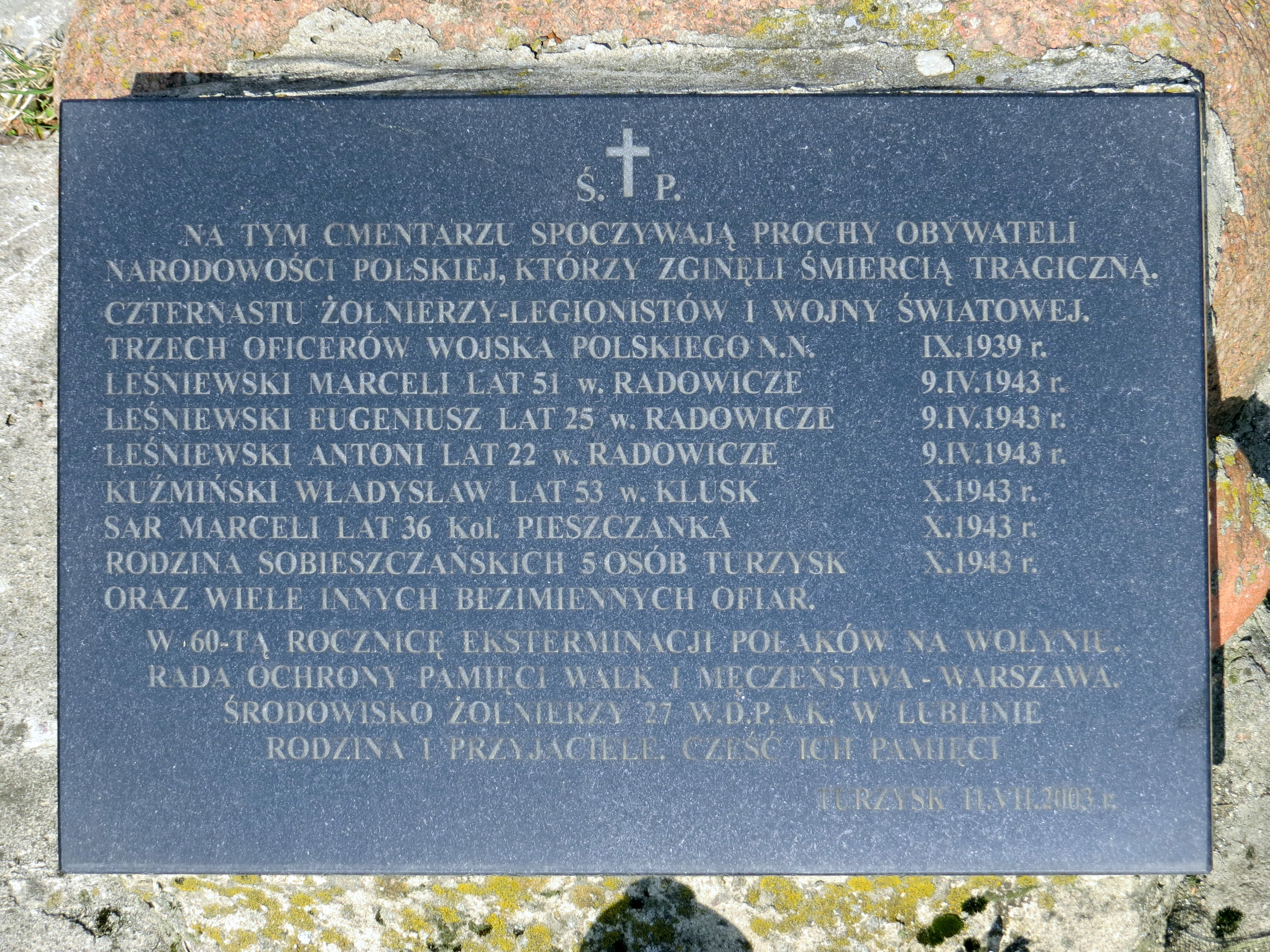
Tablica upamiętniająca polskich żołnierzy poległych w I i II wojnie światowej oraz Polaków pomordowanych w 1943

W II Rzeczypospolitej miejscowość była siedzibą wiejskiej gminy Turzysk w województwie wołyńskim. 70% mieszkańców stanowili Żydzi (w liczbie 1173 w 1921 roku).

### II wojna światowa
Od września 1939 r. pod okupacją sowiecką a od 28 czerwca 1941 r. pod okupacją niemiecką. Wiosną 1942 r. Niemcy utworzyli w Turzysku getto dla ludności żydowskiej, zlikwidowane 10 września 1942 r. 1512 Żydów rozstrzelano w dawnej kopalni piasku koło żydowskiego cmentarza. Zbrodni dokonało Sicherheitsdienst oraz ukraińscy policjanci, w tym ze 103. batalionu z Maciejowa. W połowie 1943 roku miasteczko opustoszało – Polacy w obawie przed UPA wyjechali do Kowla lub Zasmyk, natomiast Ukraińcy opuścili miejscowość spodziewając się niemieckiego odwetu za zabicie komendanta policji. W lipcu 1943 r. Turzysk opanowała UPA. W 1944 r. Turzysk ponownie zajęła Armia Czerwona. W walkach o Turzysk w 1944 uczestniczyli Polacy.

## Zabytki
- Cmentarz Polski, na którym pochowano Konstancję Żwanową, nieślubną córkę króla Stanisława Augusta Poniatowskiego[8]
- Zamek w Turzysku[9] (niezachowany)

## Urodzeni
- Henryk Kowalski – polski kolarz szosowy, dwukrotny zwycięzca Tour de Pologne (1957, 1961)
- Lejb Olicki – polski i izraelski poeta i pisarz.

## Miasta partnerskie
- Krasnystaw